# Rodershausen (Luxemburg)
Rodershausen (Luxemburgs: Rouderssen) is een plaats in de gemeente Parc Hosingen en het kanton Clervaux in Luxemburg.
Rodershausen telt 90 inwoners (2001). Rodershausen moet niet verward worden met het Duitse plaatsje Rodershausen, dat een aantal kilometers van het Luxemburgse Rodershausen is verwijderd.

## Geschiedenis
Tot 1815 hoorde Rodershausen tot de gemeente Dasburg, een stadje dat nu in Duitsland ligt. Daarna hoorde het tot de gemeente Hosingen om begin 2012 op te gaan in de fusiegemeente Parc Hosingen.

## Bezienswaardigheden
- Sint-Wendelinuskerk

## Natuur en landschap
Rodersshausen ligt aan de Our, die hier tevens de Duits-Luxemburgse grens vormt.

## Nabijgelegen kernen
Dasburg, Roder, Hosingen, Untereisenbach